# Золотохохлая синица
Золотохохлая синица, или султановая синица (лат. Melanochlora sultanea), — вид птиц семейства синицевых, единственный представитель одноимённого рода Melanochlora. Выделяют четыре подвида. Распространены в Азии.

## Подвиды и распространение
Выделяют четыре подвида:
- Melanochlora sultanea sultanea (Hodgson, 1837) — от востока Гималаев до юга Китая, севера Таиланда и Мьянмы
- Melanochlora sultanea flavocristata (Lafresnaye, 1837) — центр и юг Таиланда, Малайский полуостров, Суматра и Хайнань
- Melanochlora sultanea seorsa Bangs, 1924 — юго-восток Китая и север полуострова Индокитай
- Melanochlora sultanea gayeti Delacour & Jabouille, 1925 — юго-восток Лаоса и юг Вьетнама

## Описание
Золотохохлая синица является самым крупным представителем семейства синицевых, достигает длины 20—21 см и массы от 35 до 49 г. Характеризуется чёрно-жёлтым оперением, длинным и слегка закругленным хвостом и длинным хохолком, который приподнимается, когда птица насторожена или встревожена. Половой диморфизм выражен слабо. У взрослых самцов номинативного подвида лоб, макушка и хохолок ярко-жёлтые; остальная часть головы, верхняя часть тела, включая крылья и хвост, а также подбородок, горло и грудь глянцево-зеленовато-чёрные. Брюхо, подмышечные впадины и нижние кроющие перья крыльев ярко-жёлтые. Радужная оболочка от коричневого до красновато-коричневого цвета; клюв чёрный или синевато-серый; ноги синевато-серые, иногда с зеленоватым оттенком. Самки очень похожи на самцов, но немного более тусклого или угольно-коричневого цвета с зеленоватым отливом. Молодые особи похожи на самок, но лишены блеска, хохолок короче и более округлый, узкие кончики на больших кроющих перьях бледно-жёлтые или беловатые, нижняя сторона тела тускло-жёлтая.
Подвиды мало отличаются друг от друга: у подвида M. s. seorsa жёлтые участки оперения немного бледнее, а на хохолке могут быть чёрные поперечные полосы; у подвида M. s. flavocristata хохолок короче, у молодых особей на хохолке тёмные поперечные полосы и иногда белые кончики на третьестепенных и второстепенных маховых перьях; у подвида M. s. gayeti лоб, макушка и хохолок чёрные (не жёлтые), чёрная верхняя часть тела лишь с лёгким голубоватым отливом, а самки более коричневые и, как правило, с более тусклым зеленоватым блеском.

## Вокализация
Золотохохлая синица, как правило, довольно громогласная птица. Позывки включают в себя ровное или дребезжащее «chi-dip», «tri-trip»; или похожее на металлическое «tji-jup»; или резкое и взрывное «krssh-krssh»; или чуть более продолжительное «krsshup-krsshup», а также более быстрое и пронзительное «tria-tria-tria» или «tcheery-tcheery-tcheery», обычно с повышением тона; или более резкое «squear-squear-squear»; также иногда слышны короткое и писклявое «whit» или «quit» и более громкое и звонкое «weet», «vheet» или «zeeent-zeeent». Песня представляет собой серию из пяти громких, чистых и звонких свистков «chew», или «kree» или «piu», часто повторяющихся, а также более писклявых «pree-yit, pree-yit, pree-yit»; резких, но приглушенных «fyu-fyu-fyu-fyu» и быстрых, пронзительных «chit-ter-der chit-ter-der», также повторяющееся несколько раз.

## Места обитания
Золотохохлая синица населяет окраины равнинных и предгорных (также низкогорных) лиственных, смешанных и вечнозеленых лесов, а также редколесья с зарослями бамбука, вторичной порослью и кустарниками. Гнездится в основном на высоте ниже 1220 м над уровнем моря на юго-востоке Китая, но встречается до высоты 1370 м в Непале, до 1900 м в штате Сикким, до 1600 м в Аруначал-Прадеше, на высоте 200—2000 м в Бутане, до 1680 м на севере Мьянмы, до 1000 м в Таиланде и до 1220 м на Малайском полуострове; во Вьетнаме встречается редко ниже 200 м и часто на высоте около 1400 м.

## Биология
Золотохохлая синица охотится обычно парами и семейными группами численностью до 12 особей, а также присоединяется к смешанным стаям с цветными тимелиями (Heterophasia) и мелкими тимелиевыми (Timaliidae). Питается в основном мелкими беспозвоночными и личинками, в основном прямокрылыми (Orthoptera), богомолами (Mantidae) и пауками (Araneae); а также фруктами, ягодами и семенами.
Биология размножения исследована недостаточно. Сезон размножения приходится на март—июль. Гнездо располагается в естественной древесной норе, дупле или расщелине, иногда в розетках древесных папоротников или гуще отмерших листьев; размещается на высоте до 15 м от земли. Внутри выстилается мхом, шестью животных, листьями и растительными волокнами. В кладке 5—7 яиц. Другой информации нет.